# Un numero
Un numero è il secondo album del gruppo musicale degli Après La Classe, pubblicato dalla Alternative/Venus nel 2004.

## Tracce
1. Un numero
2. La patchanka
3. Ki se ne frega
4. Vento
5. Sale la febbre
6. A fiate
7. I love you
8. Simu li pacci
9. Sud-est
10. No brown sugar
11. Homme de la terre
12. Ninetto guerra
13. Libero liberi libera